# Christian Krarup
Nicolai Christian Møhl Krarup, född 28 juli 1831 i Köpenhamn, död 29 mars 1875, var en dansk ingenjör.
Krarup, som var son till skolföreståndare Niels Bygom Krarup, avlade lantmätarexamen och blev 1855 polyteknisk kandidat. Han arbetade ett års tid vid byggandet av Korsørbanen och var därefter anställd vid telegrafväsendet (till 1865 i Vejle och därefter till 1870 i Köpenhamn). Han var dock mest betydande som ingenjör för uppvärmnings- och ventilationsanläggningar, genom att han var den förste i Danmark som utförde dylika anläggningar på ett rationellt och vetenskapligt sätt. Det var närmast en tillfällighet som ledde honom in på detta område, då man under hans vistelse i Vejle ställde honom inför uppgiften att befria stadens klubblokaler från tobaksrök och senare att konstruera ventilationsugnar för stadens friskola. Efter en resa till Frankrike, där han studerade ventilationsanläggningar under den på detta område kände Arthur Morin, vann han 1868  Videnskabernes Selskabs pris för sitt utmärkta besvarande av en prisuppgift om ventilation av privatbyggnader, och därefter erhöll han av olika offentliga myndigheter så många uppdrag angående uppvärmnings- och ventilationsanläggningar, att han lämnade sin tjänst och helt inriktade sig på detta område. Av de arbeten, som han utförde, kan främst nämnas hans undersökningar över Kommunehospitalets ventilation (utgiven 1869) och projekteringen och utförandet av värme- och ventilationsapparaterna i flera skolor i Köpenhamn, Odense domkyrka, Folketingssalen på Christiansborgs slott, Det Kongelige Teater och den norska Stortingsbyggnaden, arbeten, som i flera fall var särskilt svåra, eftersom de skulle anordnas i gamla byggnader. År 1874 utnämndes han till professor.